# Théodore Ier Lascaris
Vous lisez un « bon article » labellisé en 2022.
Pour les articles homonymes, voir Théodore Ier, Lascaris et Lascaris (homonymie).
Théodore Ier Lascaris (grec byzantin : Θεόδωρος Αʹ Λάσκαρις), né vers 1174 et mort en novembre 1222, est un empereur byzantin de l'empire de Nicée ayant régné de 1205 à 1222.
Il est le fils de Manuel Lascaris et de Jeanne Karatzine. Parent de la famille impériale des Comnènes, il s'illustre comme l'un des proches de l'empereur Alexis III Ange, jusqu'au renversement de ce dernier par Alexis IV Ange, dans la période de la quatrième croisade.
Profitant du vide du pouvoir causé par le sac de Constantinople en 1204 et l'effondrement de l'Empire byzantin, il s'impose parmi les différents seigneurs locaux d'Asie Mineure occidentale pour reconstituer un empire en exil, l'empire de Nicée. Celui-ci lutte immédiatement pour sa survie contre le nouvel empire latin de Constantinople, qui contrôle la cité impériale et tente de mater la résistance byzantine, incarnée par Nicée mais aussi par le despotat d'Épire sur la côte de la mer Adriatique et l'empire de Trébizonde le long de la mer Noire, qui sont autant de rivaux à la prétention impériale de Théodore Ier. Grâce à sa proximité directe avec Constantinople, celui-ci peut s'affirmer comme le défenseur des Byzantins et, sans être toujours victorieux, parvient malgré tout à stabiliser sa frontière avec le sultanat de Roum et à prévenir l'expansionnisme des Latins, qui finissent par le reconnaître comme acteur du jeu politique local.
Soucieux de maintenir une certaine continuité avec l'Empire byzantin, il restaure un patriarcat en exil et se fait couronner comme basileus. Il rétablit aussi une administration très proche de celle d'avant 1204 mais adaptée aux particularités d'un empire de taille réduite. Il n'hésite pas à faire preuve de pragmatisme et s'appuie sur des mercenaires latins pour consolider son appareil militaire, de même qu'il négocie avec les Vénitiens un accord commercial en 1219. Il va même jusqu'à se marier, en troisièmes noces, avec une fille de l'empereur latin de Constantinople. Habile diplomate, tant sur le plan interne qu'avec ses voisins, il n'hésite pas à prendre la tête de ses troupes et parvient à faire de l'empire de Nicée une construction politique aux fondations suffisamment solides pour qu'il prenne rapidement la tête de la reconquête byzantine face à l'empire latin de Constantinople.

## Sources
Intervenant à une époque de grand bouleversement du monde byzantin, les sources se rapportant au règne de Théodore Ier Lascaris sont diverses et émanent tant des écrits byzantins que latins. Parmi les chroniqueurs grecs, Nicétas Choniatès conclut son Histoire en évoquant les débuts de la mise en place de l'empire de Nicée, jusque vers 1206-1207. Il exalte alors l'esprit de résistance qui anime Théodore Lascaris. Par la suite, plusieurs historiens ayant vécu au XIIIe siècle sont des sources précieuses, dont Georges Acropolite, dont la Chronique se conçoit comme une suite de celle de Choniatès et permet d'embrasser l'ensemble de l'histoire de l'empire de Nicée, de sa création à la reprise de Constantinople en 1261. Moins exploitée mais récemment mise en lumière, l'œuvre de Nicolas Mésaritès éclaire le contexte des débuts de l'empire de Nicée et les relations entre Théodore Lascaris et les Latins, en particulier les affaires religieuses. Parmi les plus vieux écrits en prose connus rédigés en français, la chronique de La Conquête de Constantinople de Geoffroy de Villehardouin éclaire aussi sur les événements du point de vue de l'Empire latin.

## Origines
Théodore Lascaris est d'origine noble mais sa famille ne semble pas particulièrement prestigieuse. Il naît vers 1175 et l'identité de ses parents reste un mystère. En règle générale, les Byzantins donnent à leur premier fils le nom de leur grand-père. Dans le cas de Théodore, son père s'appellerait Nicolas. La mère de Théodore appartient à une branche inconnue de la famille impériale des Comnènes, expliquant que Théodore met en avant ce patronyme prestigieux. Il a six frères : Constantin, Georges, Alexis, Isaac, Manuel et Michel. Les deux derniers sont nés d'une mère différente car ils ont comme nom de famille Tzamantouros et non Comnène. Enfin, Théodore est rattaché à la famille des Phocas, probablement par le mariage d'une de ses tantes.
Les propriétés des Lascaris sont principalement situées à l'ouest de l'Asie Mineure. Tant Théodore que Constantin font figurer Saint-Georges sur leur sceau, avec l'inscription Diasoritès, ce qui indique un lien avec le monastère de Saint-Georges Diasoritès en Lydie, dans la vallée du fleuve Caÿstre. Cette implantation asiatique pourrait expliquer la légitimité rapidement acquise par Théodore Lascaris dans cette région après 1204.
Les origines de la famille Lascaris elles-mêmes sont assez obscures mais pourraient remonter au XIe siècle, aux marges orientales du monde byzantin. Selon Dimiter Angelov, cette lignée serait issue d'un gouverneur du Gandja, Lashkari Ibn Mousa, qui envoie son fils, Artashir, comme otage à la cour impériale avant qu'il ne s'intègre pleinement à l'aristocratie byzantine.

### Jeunes années
Selon l'historien Nicétas Choniatès, Théodore est un jeune audacieux et un vaillant guerrier. Georges Acropolite, qui écrit plus tardivement, rapporte que Théodore est de petite taille sans excès, de teint sombre et avec une longue barbe qui se sépare en deux. Il ne lui prête guère les traits de la beauté mais souligne son caractère volage. Ses liens avec les Comnènes lui assurent une ascension sociale. Le premier sceau qu'on lui connaît mentionne les titres de sébaste et de protovestiarite, relativement prestigieux. Le premier est un titre aulique réservé d'abord aux parents de l'empereur, avant d'être étendu à d'autres catégories sociales sous Alexis III Ange (1195-1203). En tant que protovestiarite, il dirige une unité de jeunes membres de la garde impériale.
À cette époque, l'empereur Alexis III, sans descendance mâle, est confronté au défi de sa succession. Il marie ses deux filles aînées : Irène revient à Alexis Paléologue et Anne à Théodore. Alexis devient despote, ce qui en fait de facto l'héritier du trône mais il meurt en 1203 et c'est Théodore qui hérite de ce titre. On lui connaît ainsi un sceau qui le mentionne comme « despote Théodore Comnène Lascaris, mari d'Anna, fille de l'empereur ». Ces origines orientales pourraient expliquer le bon établissement de cette famille en Asie Mineure et la reconnaissance dont Théodore Lascaris semble jouir parmi l'élite locale. Sous Alexis III, il se distingue notamment par la répression de la rébellion du bulgare Ivanko, qui s'est emparé de Philippopolis en 1200, qu'il fait prisonnier.

### Prise de Constantinople

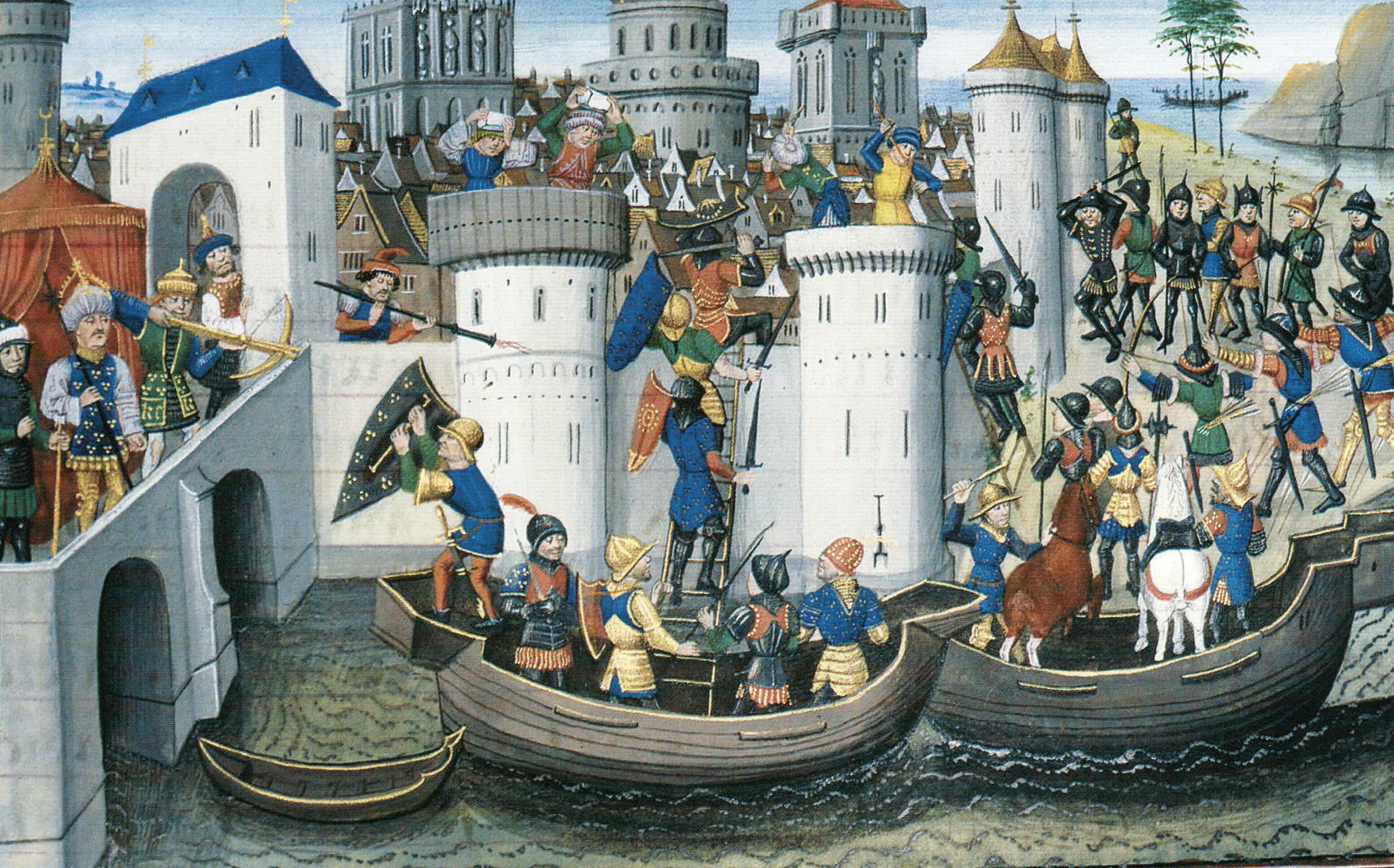
Le siège de Constantinople (1204) par les Croisés. Miniature du XV par David Aubert.

L'événement majeur du monde byzantin au début du XIIIe siècle reste la Quatrième Croisade, qui aboutit au sac de Constantinople en 1204. Dès 1203, les Croisés, assistés par Alexis IV Ange, le fils d'Isaac II Ange renversé par Alexis III, s'emparent de la rive nord de la Corne d'Or et menacent directement la cité impériale. Théodore s'illustre alors par des raids contre les Croisés, ce qui ne les empêche pas d'assiéger la ville. Face au danger, Alexis III s'enfuit dans la nuit du 17 au 18 juillet 1203, emmenant le trésor impérial avec lui.
Isaac II est relâché dans la foulée et gouverne avec son fils, Alexis IV. En revanche, Théodore, partisan d'Alexis III, est arrêté mais parvient à s'échapper en septembre. Selon Choniatès, il parvient à échapper à ses ravisseurs grâce à son esprit pratique et un esprit brave, ce qui reste très laconique. Ce même chroniqueur rapporte un discours ultérieur de Théodore dans lequel il assure à l'assemblée présente que c'est Dieu qui lui a permis d'échapper à la captivité  d'un nouvel Hérode, contribuant ainsi à se construire une légitimité. Il semble se cacher dans une église dédiée à Saint-Michel, avant de rejoindre l'Asie Mineure où se trouvent ses fiefs, accompagné de sa femme et de sa fille. Il atteint Nicée, où il se heurte à une relative hostilité des autorités, qui craignent les représailles d'Alexis IV. Elles n'acceptent d'ouvrir leurs portes qu'à sa femme et ses enfants. Théodore se met alors à errer d'une région à l'autre. Il est significatif qu'il ne rejoigne pas Alexis III, alors en Thrace, et il semble s'être brouillé avec lui, lui reprochant peut-être d'avoir fui face à l'ennemi. L'Asie Mineure est alors en proie à une grande instabilité, tandis que le pouvoir impérial est de plus en plus affaibli.
Dans le même temps, Alexis IV est pris à son propre jeu quand il ne parvient pas à payer les Croisés, qui refusent de quitter Constantinople et se mettent à piller les alentours. La tension monte et l'armée byzantine finit par se détourner de son souverain au profit d'Alexis V Doukas Murzuphle, proclamé empereur le 28 janvier 1204. Isaac est alors mort et Alexis IV ne tarde pas à être assassiné, ce dont les Croisés se saisissent comme prétexte pour mettre le siège devant la ville. Le 12 avril, ils percent les remparts et Alexis V s'enfuit. Un groupe d'aristocrates propose la couronne impériale à Constantin, le frère de Théodore, mais il la refuse, tandis que les Croisés mettent à sac Constantinople.

### Résistance

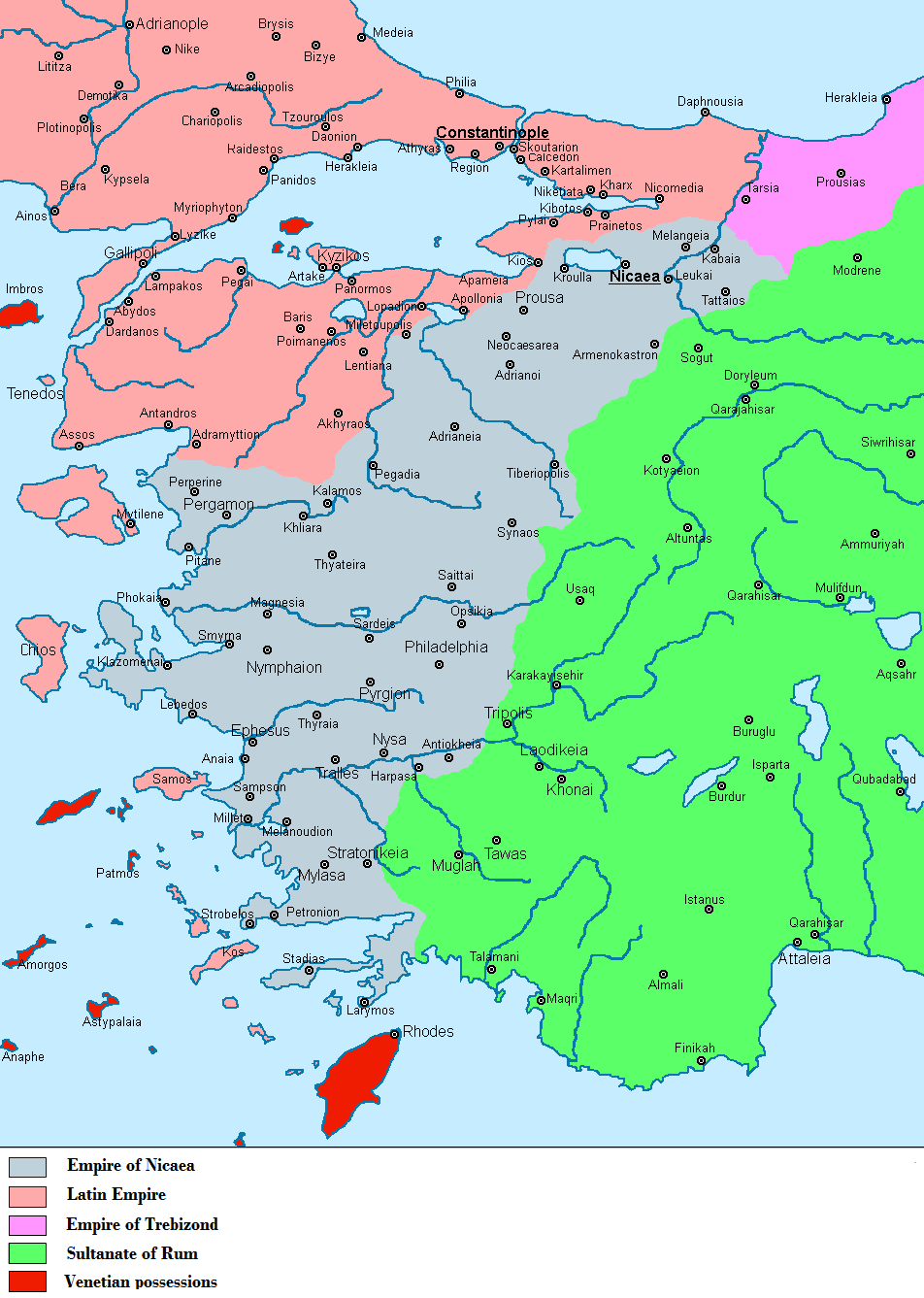
L'Empire de Nicée lors de sa fondation, en 1205, en gris.

Quand Théodore se trouve en Anatolie, celle-ci est en proie à une certaine anarchie, qui perdure depuis quelques décennies, depuis au moins le règne mouvementé d'Andronic Ier Comnène marqué par des révoltes aux visées parfois séparatistes. Théodore Mancaphas, aristocrate de Philadelphie, s'est rendu maître de cette cité, Sabas Asidénos tient Priène et Nicéphore Kontostéphanos contrôle le cours supérieur du Méandre. Jusqu'à la fin de 1204, Théodore parvient à s'assurer la loyauté de plusieurs cités de Bithynie, en prétendant agir au nom d'Alexis III. Il devient de facto le stratège de cette région et établit sa capitale à Brousse. Il devient le principal chef d'une résistance opiniâtre aux Croisés qui tentent de s'étendre dans la région et Choniatès rapporte certains de ses discours où il se fait le champion de la cause byzantine, n'hésitant pas à sillonner la région pour rallier des partisans. Il est assisté en cela par son frère, Constantin Lascaris, parfois inclus dans les listes impériales mais qui semble avoir rapidement laissé l'initiative à Théodore. Choniatès rapporte ainsi ces paroles qu'auraient tenu Théodore : « Vous connaissez tous mes efforts, mes nuits blanches, mes déplacements incessants d'une région à l'autre, les pièges tendus par certaines personnes malintentionnées, jusqu'à mes voyages auprès de nos voisins pour gagner leur aide », qui témoignent de son investissement pour s'imposer à la tête d'un État en exil. Comme exemple de son travail auprès de ses voisins, il s'assure de la paix avec les Seldjoukides en négociant directement avec le sultan Suleiman, bien que ce dernier s'éteigne dès juin 1204, remplacé par Kılıç Arslan III. En revanche, l'autorité de Théodore ne s'étend pas jusqu'à Antalya, un important port sur la Méditerranée tenu jusqu'en 1207 par un aventurier toscan avant de tomber aux mains des Turcs.
À Constantinople, les Croisés s'entendent pour se partager les vestiges de l'Empire byzantin au travers du Partitio terrarum imperii Romaniae, un traité qui fixe les différents fiefs des participants à la Quatrième Croisade. En Asie Mineure, ils fondent un duché de Nicée, confié à Louis de Blois et un duché de Philadelphie à Étienne du Perche, mais les territoires concernés restent sous contrôle grec. Les Vénitiens s'emparent eux de Lampsaque, port asiatique de l'Hellespont et Pierre de Bracieux s'arroge Pegae. Enfin, le nouvel empire de Trébizonde essaie de s'étendre en Paphlagonie en prenant plusieurs villes côtières sur la mer Noire. Quant à Théodore, il est sévèrement battu par Pierre de Bracieux à Poemanenum le 6 décembre 1204, permettant au Croisé de s'emparer de nouvelles cités en Bithynie.
Dans le même temps, le nouvel Empire latin tente d'éliminer tout esprit de résistance en faisant exécuter Alexis V puis en capturant Alexis III et en l'obligeant à lui livrer les insignes impériaux. Pour renforcer ses positions, Théodore réussit à formaliser un accord avec Manuel Maurozomès, petit-fils de l'ancien empereur Manuel Ier Comnène, et un sultan turc déposé, Kay Khusraw Ier. Il s'engage à soutenir ce dernier à récupérer son trône s'il l'aide dans ses actions militaires contre les Croisés. Dès mars 1205, Manuel et Kay Khusraw renversent Kilic Arslan et s'emparent du sultanat de Roum.
En Europe, les Latins s'imposent assez aisément en Thessalie et dans le nord de la Grèce. Michel Ier Comnène Doukas, cousin d'Alexis III, organise la résistance byzantine au sein du despotat d'Épire mais se voit contraint de jurer allégeance au pape Innocent III pour éviter d'être attaqué. En 1205, l'empereur latin Baudouin envoie son frère, Henri, à l'assaut de l'Asie Mineure. Il s'impose notamment face à Mancaphas et à Constantin Lascaris au cours de la bataille d'Adramyttion le 19 mars mais en Thrace, l'intervention du tsar bulgare Kaloyan change la donne. Les Latins doivent redéployer leurs forces mais subissent une lourde défaite lors de la bataille d'Andrinople avec la mort de plusieurs chevaliers dont Louis de Blois et la captivité de Baudouin, qui meurt rapidement.
Pour Théodore, c'est une aubaine. Les Latins apparaissent plus faibles que leurs derniers succès ne le laissaient escompter. Théodore peut consolider ses positions en Asie Mineure et expulser les quelques garnisons des Croisés en Bithynie, qui ne tiennent plus que Nicomédie, Cyzique, Karax et Pigae. Théodore déplace alors sa capitale vers Nicée, instaurant de fait ce que l'on appelle l'empire de Nicée, réunissant les populations byzantines de la région sous une seule autorité. En effet, Mancaphas abandonne ses prétentions et Asidénos se met au service de Théodore Lascaris. Dans les deux cas, le dirigeant nicéen est attentif à les gratifier de titres et de privilèges puisque les Mancaphas gardent d'importantes propriétés et Asidénos devient sébastocrator. Au-delà, Théodore bénéficie du soutien des élites locales, qu'il récompense par l'octroi de titres et il porte un soin tout particulier à ce que les familles réfugiées trouvent leur place dans cet État en exil. Il parvient même à obtenir un serment d'allégeance de la part de Théodore Comnène Doukas, le frère de Michel Ier d'Épire, avant de le laisser repartir en Europe.

## Règne

### Couronnement

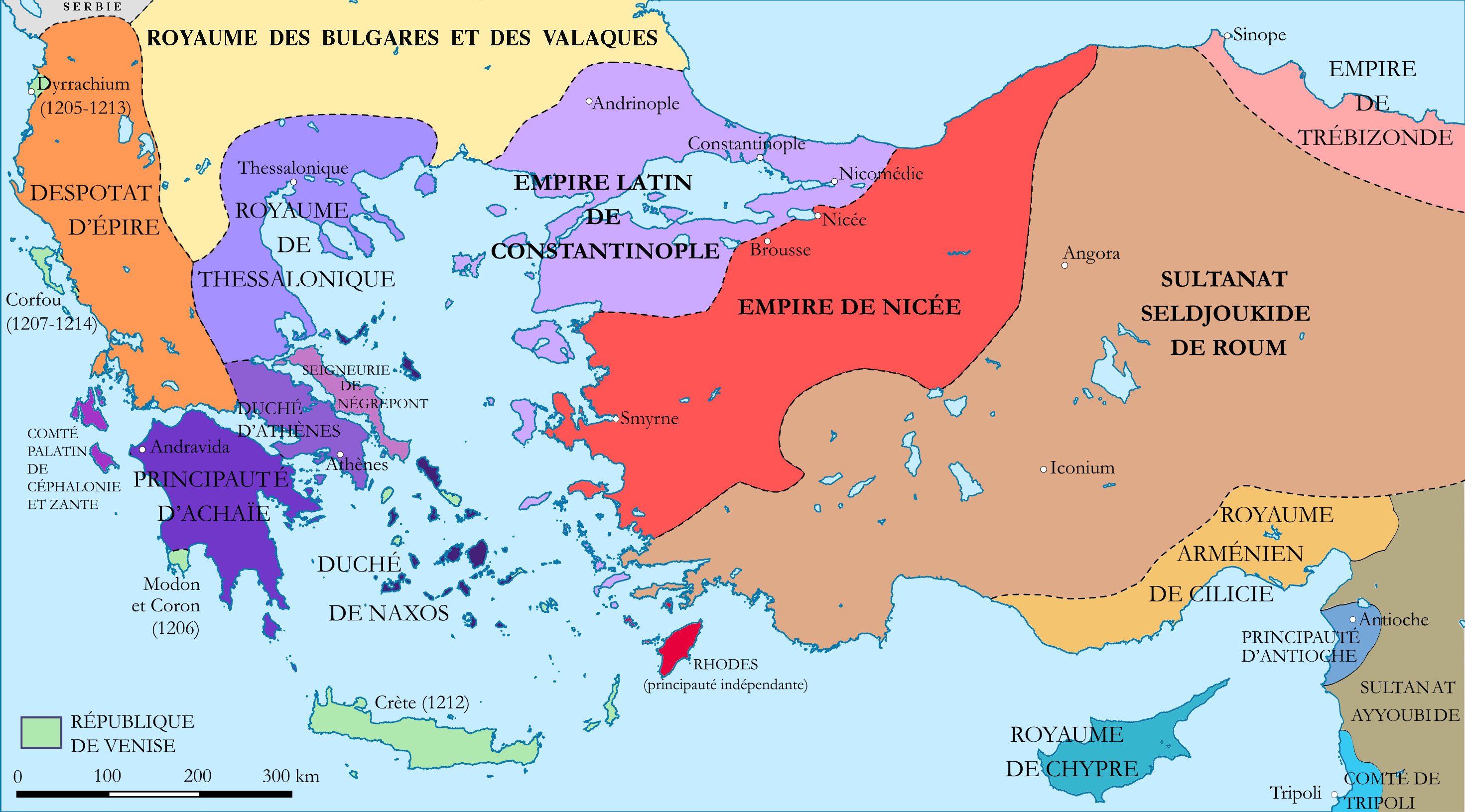
La situation du monde byzantin vers la fin du règne de Théodore Lascaris.

Théodore doit aussi composer avec des rivaux byzantins, en l'occurrence l'empire de Trébizonde, qui tente une invasion stoppée par Théodore à Nicomédie. De même, il consolide la frontière avec les Turcs en les battant dans la vallée du Méandre. En effet, Maurozomès, qui a des vues sur le titre impérial, a convaincu le sultan d'entreprendre une offensive. Une fois la paix avec conclue avec les Seldjoukides, Maurozomès reçoit du sultan le gouvernorat des forteresses de Chônai et de Laodicée du Lycos,. Dès 1205, Théodore assume le titre d'empereur, se posant en successeur des souverains byzantins chassés de Constantinople, soit après son succès contre l'empire de Trébizonde, soit après le traité avec Maurozomès. Pour autant, les Latins ne reconnaissent en rien son titre, de même qu'une partie des Byzantins, qui estiment que seul un couronnement par le patriarche de Constantinople peut le légitimer. De ce fait, Théodore approche Jean X Kamateros, patriarche exilé en Thrace mais celui-ci refuse de se rendre à Nicée, ce qui sape sa légitimité,.
Théodore parvient à renforcer sa position en donnant l'asile à des aristocrates dont les possessions en Thessalie ou dans le Péloponnèse sont désormais occupées. Parmi ces grandes familles, citons les Paléologue, les Cantacuzène ou les Branas. Si son administration est de taille réduite, il attire d'importants dignitaires byzantins. L'oncle de sa femme, Basile Doukas Kamateros, ancien logothète du drome, l'aide à mettre en place son nouveau régime. Il s'offre les services d'un pirate calabrais, Jean Steirionès, pour diriger sa flotte dans la mer de Marmara. Il peut aussi s'appuyer sur ses frères à qui il confie des commandements militaires. Constantin est élevé au rang de despote, le plus important après l'empereur. Ses trois autres frères, Georges, Isaac et Alexis deviennent sébastocrator, un autre titre très prestigieux, le premier étant aussi le gouverneur de la province des Thracésiens. Cette tendance à s'appuyer sur ses parents proches est directement héritée du système de gouvernement de la dynastie des Comnènes, qui a gouverné l'Empire de 1081 à 1185. Autre personnage d'importance, Démétrios Comnène Tornikios est le mésazon, sorte de premier ministre de l'Empire, à partir de 1216. Plus largement, la famille Tornikios est alors partagée entre des fortunes diverses car le père de Démétrios demeure à Constantinople tandis qu'un de oncles frères sert en Eubée, illustrant la dispersion d'une élite aux loyautés éclatées.
Après la mort de Baudouin, c'est Henri de Flandres qui devient le nouvel empereur. Il s'oppose à la nomination d'un nouveau patriarche orthodoxe après la mort de Jean Kamatéros en juin 1206 et s'allie avec David Comnène contre Théodore. Ce dernier a décidé de reprendre Héraclée du Pont, occupée par David mais les Latins l'attaquent par derrière alors qu'il approche de la ville. Il doit alors se retourner pour les affronter, abandonnant son objectif. En outre, Henri envoie des troupes s'emparer de Nicomédie et de Cyzique au cours de l'hiver 1206-1207. Acculé, Théodore fait alliance avec Kaloyan pour renverser la tendance. Les Bulgares lancent un raid en Thrace, obligeant Henri à rappeler ses troupes en Europe, puis à faire la paix avec Théodore alors que ce dernier a mis le siège devant Nicomédie. Une trêve de deux ans est signée et la cité de Nicomédie, jusqu'alors fief de Thierry de Loos, est rétrocédée aux Byzantins.
Face à la vacance du trône patriarcal, Théodore tente de convaincre le pape de le laisser nommer un nouveau patriarche et de le reconnaître comme chef de l'Église orthodoxe mais il obtient un refus. Quand les Latins brisent la trêve en 1208, Théodore essaie à nouveau de se rapprocher d'Innocent III pour qu'il joue les médiateurs et propose de fixer la frontière entre son Empire et celui de Constantinople sur la mer de Marmara.
En 1208, pressé par le clergé, Théodore réunit un concile à Nicée pour désigner un nouveau patriarche. Michel IV Autorianos est élu le 20 mars 1208. C'est un parent de Kamatéros, le principal conseiller de Théodore et son premier acte est de couronner Théodore comme empereur et autocrate des Romains (basileus kai autokrator ton Romaion), le 6 avril. Désormais, Théodore peut se prévaloir de cette cérémonie pour légitimer ses prétentions au trône impérial byzantin. Néanmoins, ses opposants persistent en estimant que la procédure de nomination de Michel Autorianos est viciée par l'illégitimité même de Théodore, qui a convoqué le concile sans en avoir la capacité juridique. Cette situation atypique, héritée de la chute de Constantinople, met surtout en lumière la concurrence entre les différents prétendants à l'héritage byzantin. En 1216, la mort du patriarche Théodore II Eirenikos, le successeur de Michel IV, Théodore Ier est de nouveau confronté à la nomination d'un patriarche alors qu'il est en pleine campagne militaire. Il convoque alors deux synodes, l'un réunissant les autorités du clergé de Bythinie et de Paphlagonie et l'autre les représentants des autres régions de l'empire de Nicée. Il leur demande l'autorisation de proposer un candidat alors qu'il n'est pas à Nicée et l'obtient sans difficultés. C'est alors Maxime II de Constantinople qui devient patriarche. Une deuxième cérémonie, en la présence cette fois de l'empereur, vient confirmer cette désignation. Pour autant, il ne faudrait pas y voir une désignation sans contestation comme continuateur des empereurs byzantins. Sa légitimité demeure fragile et, à l'occasion des campagnes menées par l'empereur latin de Constantinople, plusieurs cas de défection de soldats nicéens ont été observées.

### Rétablissement d'un gouvernement

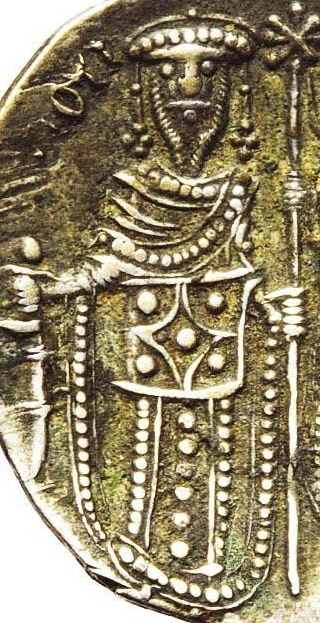
Théodore Ier en tenue impériale représenté sur une monnaie de l'empire de Nicée.

Avec la stabilisation progressive des frontières de l'Empire, Théodore peut se consacrer à la structuration de celui-ci. Le système de gouvernement instauré par Théodore Ier est celui d'un territoire réduit et donc à l'administration simplifiée par rapport aux pratiques byzantines antérieures. Des offices disparaissent et certains exilés doivent se contenter de rangs moindres. Ainsi, Nicétas Choniatès ne récupère pas sa fonction de logothète des bureaux. La cour impériale elle-même adopte un fonctionnement itinérant et Théodore se rend régulièrement d'une ville à l'autre, ce qui lui permet aussi de renforcer ses liens avec les forces locales. Au début, c'est sa suite directe qui compose une administration restreinte, autour du protovestiaire et de l’epi tes trapezes. Une chancellerie impériale semble s'instaurer vers 1207/1208 avec de premiers documents, dont un qui règle le sort d'une dispute de propriétés autour de Smyrne. Peu à peu, des besoins supplémentaires se font ressentir dans les domaines judiciaire et fiscal. La charge de logothète des bureaux est réintroduite sous le nom de grand logothète, tenu par Jean Stratégopoulos, tandis que le mésazon est le principal ministre. Néanmoins, les anciens bureaux, les sekreta, ne sont pas rétablis et une division s'opère entre l'administration fiscale et les autres administrations. Michael Angold a particulièrement mis en lumière l'efficacité de ce mode de gouvernement, qui rompt avec la structure complexe de la bureaucratie byzantine au profit d'une administration qui gravite autour de la cour de l'empereur et de ses principaux courtisans,.
Il est difficile de suivre l'établissement d'une administration provinciale largement perturbée par des frontières instables mais qui s'appuie, quand elle peut, sur le modèle byzantin alors en vigueur. Théodore semble avoir instauré une province autour de Smyrne puis un duc des Thracésiens (Basile Chrysomalès), sur le modèle de l'ancien thème de la région. Si des preuves attestent d'une organisation provinciale des régions méridionales de l'empire de Nicée, le sort des régions septentrionales, comme la Paphlagonie annexée en 1214, est beaucoup plus incertain, de même que la gestion des environs immédiats de Nicée, qui semblent être sous l'obédience directe de Théodore Ier. Par ailleurs, Théodore est confronté d'une autre manière à l'anarchie ambiante de l'Asie Mineure d'alors. Les invasions turques ont aussi contribué à une grande désorganisation des titres de propriété, de même que l'effondrement de Constantinople, dont de nombreux monastères disposent de terres en Anatolie. Les empereurs de Nicée vont alors s'efforcer de rétablir un certain ordre dans cette situation. Théodore en profite pour s'accaparer de vastes espaces d'anciennes propriétés monastiques et, plus largement, des terres dont les possédants sont alors mal identifiés, pour les incorporer comme biens de l'Empire et assurer à celui-ci des revenus substantiels. Beaucoup d'historiens ont souligné que les empereurs de Nicée, au premier chef Théodore Ier, ont confié ces terres soit aux réfugiés issus d'autres anciennes régions de l'Empire byzantin, soit sous la forme de la pronoia. Ce mode de gestion des propriétés étatiques est alors en plein développement et consiste à confier des terres à des individus, qui disposent alors des revenus afférents mais sans la pleine propriété, puisque le domaine revient à l'Empire à la mort du pronoiaire. C'est une manière pour l'administration byzantine de récompenser certaines personnes, surtout quand l'administration se réduit en taille et ne peut donc accueillir l'ensemble des candidats à des dignités ou des fonctions élevées. L'empire de Nicée peut d'autant plus se le permettre qu'il récupère d'importantes propriétés et donc que la perte de revenus associée à cette concession est largement soutenable.
L'économie du monde byzantin est aussi largement bouleversée et Théodore Lascaris s'efforce de rétablir une monnaie stable, qui a souvent constitué un élément de solidité de l'économie byzantine. Il émet des monnaies d'électrum et en billon mais il faut attendre son successeur pour voir reparaître l'hyperpère en or. Dans le traité de 1219 signé avec la communauté vénitienne de Constantinople, un article prohibe la reproduction de l'une ou l'autre des monnaies, alors que les nouvelles autorités latines émettent des pièces très proches du modèle byzantin. En revanche, la république vénitienne se voit octroyer une grande liberté de commerce dans l'empire de Nicée ainsi que l'autorisation d'importer sans payer de droits de douane, en échange de son absence de soutien à l'Empire latin,.

### Politique étrangère et militaire

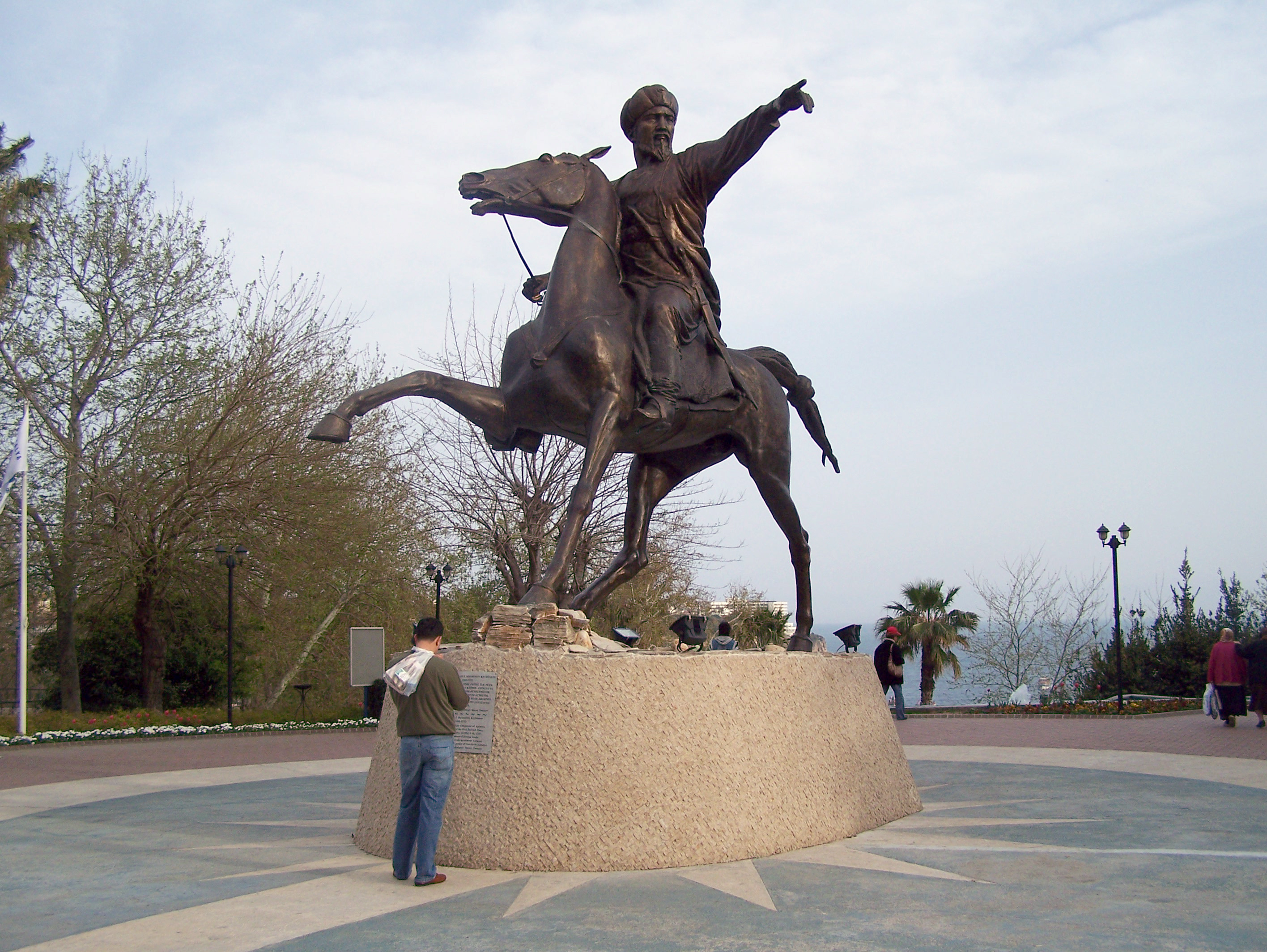
Statue de Kay Kâwus Ier à Antalya, possiblement tué par Théodore Lascaris en 1211.

En 1209, quatre puissances régionales principales s'opposent pour Constantinople : l'Empire latin qui y est installé, l'empire de Nicée en Anatolie occidentale, le despotat d'Épire en Europe et l'empire de Trébizonde, de plus en plus isolé géographiquement. Le despote Michel Ier Doukas fait figure de concurrent principal car il gagne peu à peu des positions en Europe. De son côté, Henri Ier conclut une alliance avec Kay Khusrwa contre Théodore, qui reste proche de Kaloyan, puis de son successeur, Boril. Quant à l'ancien empereur Alexis III, délivré à la suite du paiement d'une rançon par Michel Doukas vers 1209-1210, il s'exile à Konya,.

#### Stabilisation de la frontière asiatique
En Europe, Boril et Michel ont tous deux pour ambition de reprendre Thessalonique, deuxième ville de l'orbite byzantine. En 1211, alors que Henri s'y rend, Théodore en profite pour lancer un premier assaut contre Constantinople, tandis que Boril pénètre en Thrace. L'empereur latin parvient malgré tout à se retirer à Constantinople tandis que Kay Khusraw envahit l'Anatolie, obligeant Théodore à redéployer ses forces. La bataille d'Antioche du Méandre, vers le 17 juin 1211, aboutit à une victoire décisive de Théodore, lors de laquelle il aurait tué en combat singulier le sultan turc et se serait emparé d'Alexis III. Cette victoire lui assure la signature d'une trêve durable avec Kay Kâwus Ier, le nouveau sultan. Cet épisode, rapporté par Acropolite mais sûrement sur la base d'un autre récit, n'est pas confirmé. Selon la chronique d'Acropolite, le sultan aurait abattu le cheval de Théodore et aurait tenté de se jeter sur lui mais l'empereur aurait riposté, jeté à bas son adversaire qui aurait été décapité dans la mêlée. Savvas Kyriakidis souligne que cette histoire s'intègre dans une propagande impériale qui valorise le tempérament guerrier de Théodore, qui n'hésite pas à se porter au devant de ses troupes dans la bataille. Plus largement, l'empire de Nicée est animé d'un esprit de combat, motivé par la reconquête de Constantinople, qui met l'Empereur au centre d'une idéologie guerrière apparaissent dès le règne de Théodore, félicité par Nicétas Choniatès pour avoir instillé un esprit de lutte parmi ses contemporains. Au lendemain de la bataille d'Antioche du Méandre, le patriarche Michel IV Autorianos proclame martyrs les soldats tués au combat, manifestation tout à fait exceptionnelle d'un esprit de « guerre sainte » dans le contexte byzantin.
Face aux Turcs, l'empire de Nicée n'a presque pas perdu de terrain, à l'exception des positions les plus avancées qu'ont réussi à reconquérir les Comnènes au XIIe siècle, tandis que l'Anatolie occidentale est de plus en plus préservée des raids des Seldjoukides,. À bien des égards, Nicée, plus proche de la frontière asiatique, est certainement mieux située pour lutter contre les Turcs que Constantinople.

#### Des résultats contrastés face à l'Empire latin
Très vite, Théodore veut capitaliser sur cette victoire, y compris en incitant l'ensemble du monde grec à se révolter alors qu'un début de panique semble gagner les Latins de Constantinople. Néanmoins, son succès masque les lourdes pertes subies par son corps de mercenaires latins, cœur de son armée et quand il rencontre celle de Henri Ier qui a décidé de passer à l'attaque le 15 octobre 1211 sur le fleuve Rhyndakos, c'est lui qui est lourdement vaincu. Henri prend Nymphaion et Pergame et se vante auprès des puissances européennes de tenir toutes les terres jusqu'à la frontière avec les Seldjoukides. Il paraît effectivement avoir atteint la vallée du Méandre en évitant les pourtours immédiats de Nicée. Pour autant, il doit vite revoir ses ambitions quand il est confronté au manque de troupes pour tenir le terrain conquis. Une paix est finalement signée entre 1212 et 1214, qui confirme les possessions latines en Troade. L'empire de Constantinople peut notamment se prévaloir de la possession de forteresses en Bithynie qui lui assurent le contrôle de voies de communications importantes ce qui, a contrario, affaiblit la continuité territoriale de l'empire de Nicée. La frontière demeure difficile à tracer avec exactitude car seul Acropolite donne quelques détails. Il apparaît que l'empire de Nicée est privé de débouché sur la mer de Marmara et que la frontière suive en bonne partie le cours du Sangarios depuis Nicomédie. Néanmoins, confronté au manque de moyens humains pour poursuivre des campagnes militaires de plus en plus coûteuses, Henri de Flandres accepte de céder ses conquêtes les plus avancées. En parallèle, Théodore se lance dans un programme de constructions de fortifications pour renforcer la défense de son territoire, par exemple dans la cité de Pruse mais aussi de Nicée, tout en y installant des colons et en leur conférant des terres arables pour les inciter à y rester.

#### Une autorité affermie dans le monde byzantin
Toujours actif, Théodore tourne aussi son regard vers l'empire de Trébizonde. En 1214, il s'allie avec le sultanat de Roum pour envahir ce territoire, contraignant David Comnène à céder Héraclée du Pont qu'il refortifie, ainsi qu'Amastris. Dans l'ensemble, le bilan de cette campagne est positif car il permet à l'empire de Nicée de bénéficier d'une fenêtre maritime sur la mer Noire et d'éloigner toujours plus l'empire de Trébizonde de Constantinople. C'est d'ailleurs aux alentours de cette date que David Ier cède son trône de Trébizonde, sans que son sort exact soit connu et alors que les Turcs s'emparent de Sinope, ce qui coupe définitivement toute relation terrestre entre l'empire de Nicée et celui de Trébizonde. Toutefois, il demeure difficile d'affirmer que l'ensemble de la Paphlagonie tombe alors entre les mains de Théodore,. Il est possible que l'Empire latin soit intervenu pour soutenir son allié, David Comnène, mais c'est bien à cette date que les hostilités commencent à s'estomper entre Constantinople et Nicée et qu'un équilibre des forces impose une forme de coexistence entre ces deux empires. Le traité précédemment signé, s'il est parfois interprété comme un succès pour l'empereur latin qui sécurise son front oriental, est aussi un renoncement à vaincre Théodore Lascaris. Le discours des Latins commence progressivement à changer et atteste d'une forme de légitimité accordée à Théodore Lascaris, jusque-là vu comme un usurpateur face à l'empereur latin de Constantinople. Ainsi, quand Théodore signe en 1219 un traité avec le représentant de Venise à Constantinople, les deux parties s'entendent pour désigner l'autre par le titre qu'il revendique, sans pour autant le reconnaître formellement.
Plus largement, l'autorité de Nicée dans le monde byzantin au sens large demeure sporadique. Dans l'Asie Mineure sous occupation turque, la stature impériale de Théodore se mesure au fait que son nom se retrouve dans des inscriptions au sein d'églises de la région. L'église de Chypre reconnaît aussi la prééminence de Nicée, de même que le royaume arménien de Cilicie, qui cherche certainement à combattre plus largement l'influence latine qui se fait ressentir aussi dans la région, par l'entremise de la principauté d'Antioche. A contrario, le royaume de Géorgie reconnaît plutôt la continuité impériale assumée par l'empire de Trébizonde.
Dans l'ensemble, la résilience militaire de l'empire de Nicée puis sa capacité à s'étendre aux dépens de ses adversaires directs, doivent beaucoup à l'organisation initiale décidée par Théodore Lascaris. Il reprend les grands principes qui fondent l'armée byzantine de la période des Comnènes et s'appuie largement sur les mercenaires latins. Ainsi, à la bataille d'Antioche, ces derniers constituent la moitié des effectifs. Quand il ne commande pas directement ses troupes au combat, ce sont ses plus proches parents et conseillers qui sont à la manœuvre. Il conserve la charge grand domestique (chef des armées), qu'il pourrait avoir confiée à Andronic Paléologue. Il est aussi attentif à maintenir une marine de guerre et dispose d'une flottille d'au moins dix-sept galères en mer Égée, dirigée par Jean Steirionès et qui intervient notamment en mer de Marmara en 1207 pour faire le blocus de Cyzique. La fonction de mégaduc (amiral en chef) est aussi maintenue et est notamment occupée par Théodote Phocas vers 1209, en lien avec sa fonction de gouverneur des Thracésiens. Cependant, c'est surtout sous son successeur, Jean III, que la marine nicéenne obtient des résultats probants.
Dans les années 1210, Théodore est toujours confronté à la concurrence du despotat d'Épire, quand Michel Ier est assassiné en 1214 ou 1215. C'est son fils Théodore Comnène Doukas qui lui succède, sans donner suite au serment qu'il a fait quelques années avant auprès de Théodore Lascaris. S'alliant avec Dèmètrios Chomatenos, archevêque d'Ohrid, il rejette la prétention au patriarcat de l'empire de Nicée et les deux hommes nomment directement aux évêchés orthodoxes des Balkans. L'empereur Henri, inquiet des visées expansionnistes du despotat, tente d'intervenir militairement mais il meurt en route. C'est son beau-frère, Pierre II de Courtenay, qui prend sa suite, avant d'être capturé et tué en Épire en 1217. Cette vacance du pouvoir affaiblit l'Empire latin alors que Yolande de Hainaut assure une régence. Pour préserver la paix avec l'empire de Nicée, un accord aboutit au mariage de Théodore avec Marie de Courtenay, fille de Yolande. De plus en plus, les puissances latines commencent à s'accommoder de la présence de Théodore et Pélage Galvani, légat du pape envoyé à Constantinople pour tenter de mettre de l'ordre dans l'Église orthodoxe, essaie en vain de se rapprocher de lui pour entamer des discussions sur la résolution du schisme qui dure depuis 1054. C'est le même esprit qui habite la conclusion du traité nicéano-vénitien de 1219, dans lequel la communauté vénitienne s'accommode de l'existence de l'Empire en exil. Toutes ces mesures, qui peuvent paraître comme une trahison dans l'esprit de certains Grecs, sont autant de preuves du pragmatisme de Théodore Lascaris qui s'assure ainsi de stabiliser son Empire en exil.
Théodore meurt en novembre 1222. Sans fils encore vivant, il a souvent tergiversé sur son héritier et un conflit successoral éclate entre ses deux frères, Alexis et Isaac, et son beau-fils, Jean Doukas Vatatzès. Celui-ci peut jouir de sa position de beau-fils, sans avoir été investi comme successeur car Théodore a peut-être espéré la naissance d'un fils avant sa mort. Théodore est enterré auprès de son beau-père et de sa première femme dans le monastère Sainte-Hyacinthe de Nicée.

## Unions et postérité

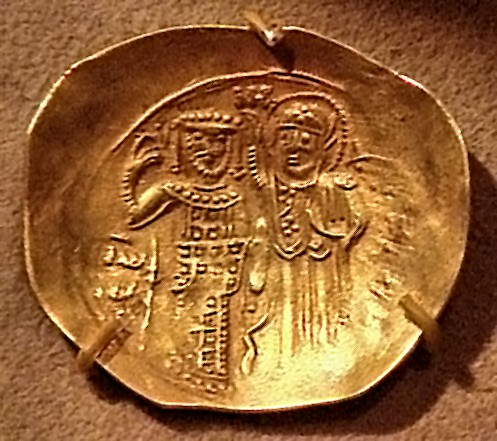
Hyperpérion, pièce d'or de Jean III Doukas Vatatzès, Magnésie (Metropolitan Museum of Art).

Il épouse en premières noces en 1199 Anne Ange (1175-1212), fille d'Alexis III Ange et d'Euphrosyne Doukaina Kamatera, et a plusieurs enfants, dont il est attentif à assurer des mariages qui favorisent des alliances diplomatiques :
- Nicolas, successeur désigné à ses six ans, disparaît des sources en 1212[88] ;
- Jean, disparaît aussi vers 1212[88] ;
- Irène (morte en 1239), épouse en 1212 un certain Andronic Paléologue, appelé Constantin Doukas Paléologue par Nicolas Mésaritès. Ses patronymes laissent entendre qu'il appartient à la haute aristocratie byzantine mais sa biographie reste largement méconnue, si ce n'est qu'il participe aux campagnes contre les Latins en 1211-1212. Nommé un temps comme successeur désigné de Théodore, il meurt avant lui et Irène se remarie avec Jean III Doukas Vatatzès, possiblement le fils de Basile Vatatzès, un important dignitaire de la fin du XIIe siècle[89] ;
- Marie (1206-1270). Profitant du retour de croisade du souverain de Hongrie André II en 1218, Théodore l'accueille sur ses terres et conclut l'union entre Irène et le futur Bela IV[90] ;
- Eudoxie, fiancée à Robert de Courtenay en dépit de l'opposition du patriarche, mais le projet de mariage est abandonné à la mort de Théodore en 1222. Elle se marie finalement à Anseau de Cayeux, gouverneur d'Asie mineure[91].

Veuf, il se remarie en 1214 avec Philippa d'Arménie (1183- après 1219), fille de Roupen III d'Arménie, roi d'Arménie, et d'Isabelle de Toron. Il s'en sépare en 1216, mais un fils est déjà né de ce mariage : Constantin, né en 1214, duc de Thrace. Pour des raisons méconnues, Théodore répudie sa deuxième femme et déshérite son fils. Des raisons religieuses ont parfois été avancées mais il est aussi possible que Théodore ait été trompé sur les droits au trône arménien que lui aurait conféré ce mariage.
Enfin, il épouse en troisièmes noces en 1219 Marie de Courtenay (1204-1222), fille de Pierre II de Courtenay, empereur latin de Constantinople, et de Yolande de Hainaut. Marie est aussi l'arrière-petite-fille du roi de France Louis VI le Gros. Il semble avoir profité de la vacance du pouvoir au sein de l'Empire latin, à la suite de la mort de Pierre II en 1217 et du très jeune âge du futur Baudouin II de Constantinople. C'est alors Robert de Courtenay qui doit occuper le trône mais il n'y arrive qu'en 1219 et Théodore a pu espérer récupérer les droits sur Constantinople par cette union mais cette manœuvre échoue.

## Sources
- (en) Dimiter Angelov, The Byzantine Hellene : The Life of Emperor Theodore Laskaris and Byzantium in the Thirteenth Century, Cambridge University Press, 2019, 463 p. (ISBN 978-1-108-48071-0, lire en ligne).
- (en) Michael Angold, A Byzantine Government in Exile : Government and Society under the Laskarids of Nicaea, 1204-1261, Oxford University Press, 1975, 332 p. (ISBN 978-0-19-821854-8).
- (en) Michael Angold, « The Latin Empire of Constantinople, 1204–1261: Marriage Strategies », dans Identities and Allegiances in the Eastern Mediterranean after 1204, Farnham: Ashgate Publishing Limited, 2011, 47-68 p.
- (en) Michael Angold, « After the Fourth Crusade: the Greek rump states and the recovery of Byzantium », dans The Cambridge History of the Byzantine Empire, c. 500–1492, Cambridge University Press, 2017, 731-758 p. (ISBN 9781409410980).
- (en) Nicétas Choniatès (trad. Harry J. Magoulias), O City of Byzantium : Annals of Niketas Choniatēs, Wayne State University Press, 1984, 486 p. (ISBN 978-0-8143-1764-8, lire en ligne).
- (en) Joh Van Antwerp Fine, The Late Medieval Balkans : A Critical Survey from the Late Twelfth Century to the Ottoman Conquest, Ann Arbor, Michigan: University of Michigan Press, 1987 (ISBN 0-472-08260-4).
- (en) Alice Gardner, The Lascarids of Nicaea : the story of an empire in exile, Methuen, 1912.
- (en) Alexander Kazhdan (dir.), Oxford Dictionary of Byzantium, New York et Oxford, Oxford University Press, 1991, 1re éd., 3 tom. (ISBN 978-0-19-504652-6 et 0-19-504652-8, LCCN 90023208).
- (en) D.A. Korobeinikov, « Raiders and neighbours: the Turks (1040–1304) », dans The Cambridge History of the Byzantine Empire, c. 500–1492, Cambridge University Press, 2017, 692-727 p. (ISBN 978-0-521-83231-1).
- Angeliki Laiou et Cécile Morrisson, Le Monde byzantin III, L’Empire grec et ses voisins, XIIIe – XVe siècle, Paris, Presses universitaires de France, coll. « L’Histoire et ses problèmes » (1re éd. 2006) (ISBN 9782130520085).
- (en) Ruth Macrides (trad. du grec ancien), Georges Acropolite : The History - Introduction, translation and commentary, Oxford, Oxford University Press, 2007, 440 p. (ISBN 978-0-19-921067-1, lire en ligne).
- Donald M. Nicol (trad. de l'anglais par Hugues Defrance), Les Derniers siècles de Byzance, 1261-1453, Paris, Tallandier, coll. « Texto », 2008, 530 p. (ISBN 978-2-84734-527-8).
- Georg Ostrogorsky (trad. de l'allemand), Histoire de l'État byzantin, Paris, Payot, 1996, 649 p. (ISBN 2-228-07061-0).
- Filip Van Tricht, « La politique étrangère de l'empire de Constantinople, de 1210 à 1216 (2e partie). », Le Moyen-Âge, vol. CVII,‎ 2001, p. 409-438 (lire en ligne).
- (en) Warren Treadgold, A History of the Byzantine State and Society, Stanford, University of Stanford Press, 1997, 1019 p. (ISBN 978-0-8047-2630-6, lire en ligne).
- (en) Filip Van Tricht (trad. du néerlandais de Belgique), The Latin Renovatio of Byzantium : The Empire of Constantinople (1204–1228), Leiden/Boston, Leiden: Brill, 2011, 535 p. (ISBN 978-90-04-20323-5, lire en ligne).
- (el) Konstantinos Varzos, Η Γενεαλογία των Κομνηνών [« La généalogie des Komnenoi »], Thessalonique, Centre for Byzantine Studies, University of Thessaloniki,‎ 1984.